# Mítink bratrství a jednoty
Mítink bratrství a jednoty (srbsky miting bratstva i jedinstva/митинг братства и јединства) se konal 19. listopadu 1988 v Bělehradě na soutoku Dunaje a Sávy, tzv. Ušći. Byl součástí procesu, známého jako Antibyrokratická revoluce, a účastnilo se ho dle odhadů asi milion lidí. Ti přišli podpořit tehdejšího nejpopulárnějšího politika - Slobodana Miloševiće - a manifestovali jasně názor, že se Srbsko Kosova nevzdá. Na demonstraci byl Milošević přítomen a přednesl projev, kromě něho tam byla ještě také celá řada dalších osobností tehdejšího společenského a kulturního života.
Účast na mítinku sice nebylo možné přesně zjistit, oficiálními sdělovacími prostředky však byla postupně navyšována. Již na akci bylo oznámeno, že se na soutoku Dunaje a Sávy shromáždilo okolo 1,2 milionu lidí; tento počet v následujících dnech vzrostl ve sdělovacích prostředcích na 1,5 až 1,7 milionu a o několik měsíců později odkazovaly sdělovací prostředky na číslo okolo dvou milionů lidí, což je přibližně počet obyvatel celého Bělehradu s okolím. Cílem bylo manifestovat podporu Slobodanu Miloševićovi. Sdělovacími prostředky však byl komunikován (např. prostřednictvím deníku Politika) takový obraz, že občané chtějí jednotnější a lépe fungující Jugoslávii. 